# Хань (фамилия)
Хань — китайская фамилия (клан). Сюда относятся: 韓(韩), 邗, 罕, 寒, 憨, 漢 и ряд других.
По числу носителей фамилия 韩 в Китае занимает 25-е место, их насчитывается около 8 млн человек.
- Хань Дунфан (кит. упр. 韩东方; род. 1963) — китайский рабочий активист и правозащитник, лидер Независимой ассоциации пекинских рабочих во время Тяньаньмэньских событий 1989 года.
- Хань Ин (200—130 до н. э.) — видный китайский каноновед.
- Хань Ин (род. 1983) — немецкая теннисистка.
- Хань Линьэр кит. трад. 韓林兒 — предводитель Восстания Красных повязок (Хунцзинь ции), провозгласивший себя воплощением будды Майтреи.
- Хань Симэн (кит. трад. 韓希孟, упр. 韩希孟, пиньинь Hán Xīmèng) — вышивальщица в Китае XVII века. Известна сохранившимися вышитыми копиями выдающихся художественных работ других авторов, и как самый яркий представитель школы вышивки «Гу».
- Хань Синьюнь (кит. упр. 韩馨蕴, пиньинь Hán Xīnyùn; род. 1990) — китайская теннисистка.
- Хань Сюэчжень (??, пиньинь Han Xuezhen; род. 1999) — китайский боксёр-любитель.
- Хань Фэн (кит. упр. 韩锋; род. 1983) — китайский футболист, вратарь клуба «Ханчжоу Гринтаун».
- Хань Цзюнь (род. 1963) — китайский государственный и политический деятель, секретарь парткома КПК провинции Аньхой с 14 марта 2023 года.
- Хань Цун (род. 1992) — китайский фигурист.
- Хань Юйчэн (род. 1978) — китайский легкоатлет.
- Хань Яцинь (род. 1963) — китайская гребчиха.